# Fractiediscipline
Fractiediscipline is het vermogen van een fractie van een politieke partij om haar leden het beleid van het partijleiderschap te laten ondersteunen. 
In parlementaire democratieën heeft het begrip betrekking op de regie die partijleiders hebben over het stemgedrag van de eigen fractie. In Nederland wordt van Tweede Kamerleden verwacht met het meerderheidsstandpunt van hun fractie mee te stemmen, ook in gevallen waar zij het er zelf niet mee eens zijn. Bij stemmingen stemmen de fractieleden, over het algemeen, zoals in de fractievergadering is afgesproken. In de Eerste Kamer komt het vaker dan in de Tweede Kamer voor dat enkele leden anders stemmen dan de meerderheid van de fractie. Fractiediscipline is in strijd met het principe van stemmen zonder last, in de Grondwet verankerd, dat volksvertegenwoordigers zich niet mogen laten opdragen in een stemming een bepaald standpunt in te nemen.